# 老人病研究会
一般社団法人老人病研究会（いっぱんしゃだんほうじんろうじんびょうけんきゅうかい）は、神奈川県川崎市中原区の医学研究機関。

## 沿革
緒方洪庵の孫の緒方知三郎が設立。脚気や結核、腫瘍の発生、「唾液腺内分泌に関する研究」等を研究した緒方知三郎が東京帝国大学医学部教授、東京医科大学初代学長を経て、1953年厚生大臣に「老人病研究所」設立を申請、1954年、老人病研究会を認可、設立。初代会長就任。協力者には勝沼精蔵名古屋大学学長、吉田富三国立がんセンター所長。資金提供者には山口栄一帝国臓器創業者、徳川義親、鳩山千代子、来栖アリスらが名を連ねた。緒方は1957年文化勲章受章。当初、唾液腺ホルモン「パロチン」（1990年製造中止）の普及を目的として設立された。
老人病研究所を付置研究所としていたが、老人病研究所は1968年に本法人から日本医科大学に移管。現、日本医科大学先端医学研究所として存続している。国立老人病研究所への構想もあったが、緒方が研究の自由を官僚や国に縛られたくないとの考え方があったため日本医科大学への移管となった。
現在の会長は川並汪一。認知症専門鍼灸師「Gold-QPD鍼灸師育成講座」で、鍼灸師の卒後教育や研究を行っている。

## 事業目的
“老人性病変の発生に関する理論と実際の研究によりその予防を図り健康の増進ならびに確保の普及により広く社会の福祉に関与する”こと。

## 活動
市民公開講座の開催、武蔵小杉地域の健康増進活動、日本医科大学老人病研究所社会連携事業「街ぐるみ支援ネットワーク」への支援事業などを行っている。認知症国際フォーラムを2年連続で開催し、特に昨年は東洋医学における漢方や鍼灸が認知症に著しい効果を発揮する事実を日本ではじめて報告。フォーラムがNHK教育テレビで放映されたことで大きな反響を呼ぶに至った。
その結果を受け、事業として認知症に関する統合医療（西洋医学/鍼灸・リハビリ・ケア）のマスタースクールを設立開講し、認知症治療に特化した鍼灸師・医師の育成と実践事業を展開。
平成27年、文部科学省委託事業「成長分野等における中核的専門人材養成等の戦略的推進事業」認知症の人に寄り添う中核的鍼灸専門人材の多職種連携の中での役割と可能性にて、研究できる鍼灸師の養成を他職種連携にて報告。